# Niszczyciele rakietowe typu 051
Niszczyciele rakietowe typu 051 (w kodzie NATO: Luda) – typ chińskich niszczycieli rakietowych, zbudowanych w kilku wersjach od lat 70. XX wieku w liczbie siedemnastu okrętów. Skonstruowane z pomocą radziecką, stanowiły pierwsze niszczyciele zbudowane w Chinach, pierwsze chińskie niszczyciele rakietowe i trzon Marynarki Wojennej Chińskiej Armii Ludowo-Wyzwoleńczej do końca lat 80. XX wieku. Nie należy ich mylić z nowszymi okrętami typów 051B i 051C.

## Historia
Pierwszymi niszczycielami budowanymi w Chinach i zarazem pierwszymi chińskimi niszczycielami rakietowymi stały się jednostki typu 051, znane w literaturze pod zachodnim oznaczeniem kodowym: Luda, pochodzącym od ówczesnej nazwy miasta Dalian, gdzie budowano pierwsze z nich. Z uwagi na brak doświadczenia chińskich konstruktorów w tym okresie, oparto je na sprzedanej Chinom przez ZSRR w latach 50. niepełnej dokumentacji prototypowego niszczyciela projektu 41 „Nieustraszymyj”, który nie spełnił wymagań marynarki radzieckiej i powstał tylko w jednym egzemplarzu. W starszych źródłach zachodnich mylnie interpretowano na podstawie podobieństwa, że typ Luda oparty był na minimalnie mniejszych niszczycielach projektu 56. Otrzymana dokumentacja została uzupełniona i zmodyfikowana przez instytut 701 w Wuhan, a głównym konstruktorem był Li Fuli. W międzyczasie w latach 60. doszło jednak do rozłamu w stosunkach radziecko-chińskich oraz chaosu spowodowanego rewolucją kulturalną w Chinach i doprowadzenie projektu do etapu budowy bez pomocy ZSRR znacznie się przeciągnęło, do końca dekady. W efekcie okręty te były już przestarzałe w momencie rozpoczęcia budowy serii, niemniej pozwoliły na zdobycie doświadczeń przez przemysł chiński i wyszkolenie kadr marynarki oraz rozpoczęcie przez nią operacji oceanicznych.
Budowano kilka podtypów tych okrętów, których oznaczenia i różnice w wyposażeniu były przez długi czas okryte tajemnicą, stąd identyfikowane różnice były oznaczane na Zachodzie nazwą Luda z kolejnymi numerami, jednakże nie do końca były one używane konsekwentnie. Większość zbudowano w stoczni Hongqi w Dalianie (Lüda), pięć zbudowała stocznia w Guangzhou, a trzy Zhonghua w Szanghaju.

### Luda I

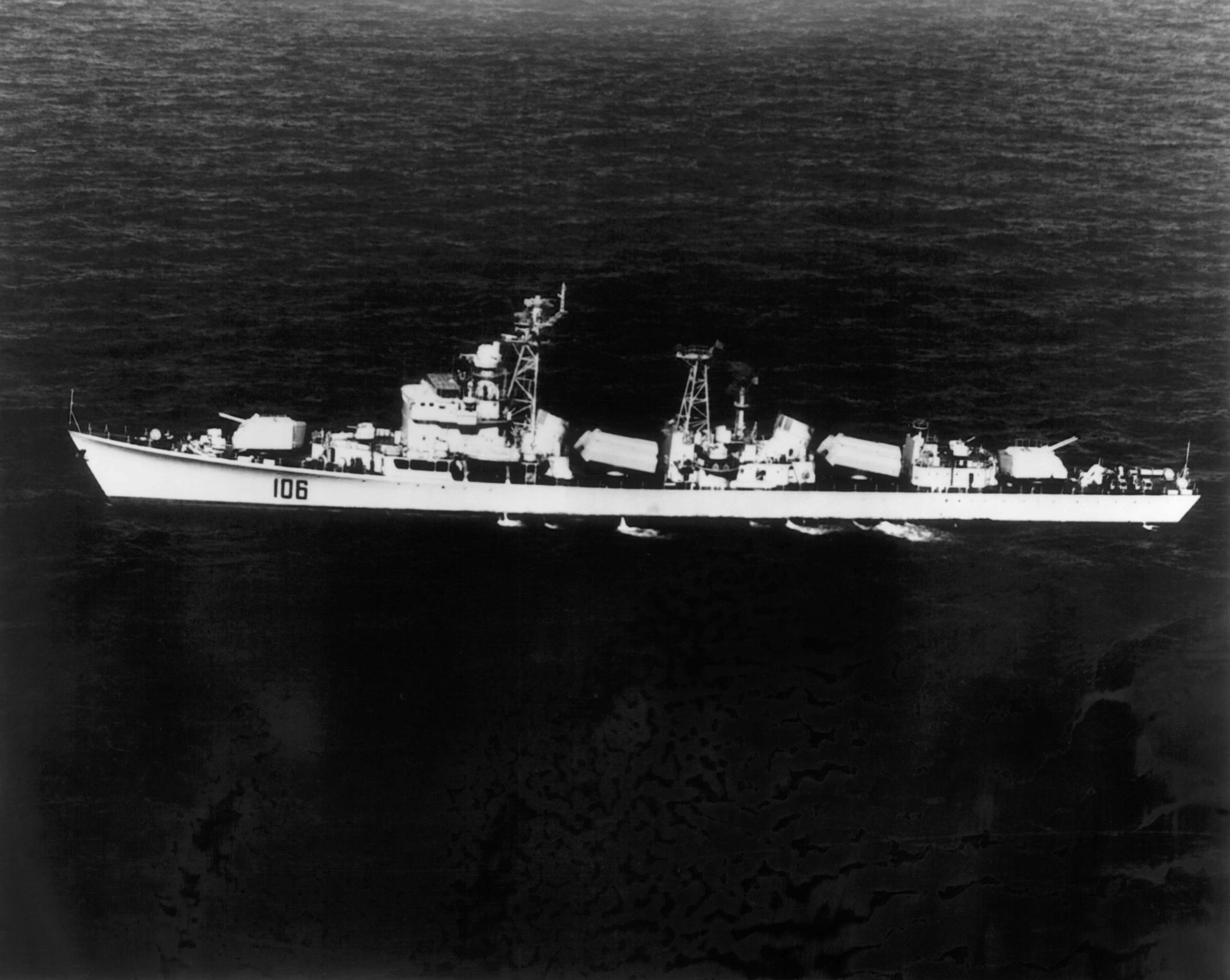
Xi’an” typu 051 (Luda I)

Pierwszym podtypem był bazowy typ 051. Stępkę pod budowę pierwszego okrętu położono w 1969 roku, kadłub wodowano 30 lipca 1970 roku, a wprowadzono go do służby 31 grudnia 1971 roku. Dalsze sześć okrętów weszło do służby dopiero w latach 1974–1979. Pierwszy okręt otrzymał nazwę „Jinan” i numer burtowy 105, jednakże według części źródeł nazwy zostały nadane dopiero w 1986 roku.
Dopracowaną wersją stał się typ 051D (od Dingxing – typowy), który wprowadził  niewielkie ulepszenia, jak drugi sonar i zintegrowany system zwalczania okrętów podwodnych. Zbudowano sześć okrętów, które weszły do służby w latach 1980–1987. Ich możliwości zwalczania okrętów podwodnych jednak wciąż pozostały na słabym poziomie, jak na lata 80.
Ostatnim podtypem był typ 051Z (od Zhihui – dowodzenie), przewidziany na okręty flagowe. Zostały wyposażone w elektroniczny system dowodzenia i nowy radar typu 381 z płaską anteną.
Wszystkie niszczyciele pierwszej serii były uzbrojone w cztery działa uniwersalne 130 mm w dwóch dwudziałowych wieżach i kombinację armat przeciwlotniczych kalibru 57 mm, 37 i 25 mm, zmienną w czasie i na poszczególnych okrętach. Wszystkie działa stanowiły zmodyfikowane wersje armat radzieckich. Ostateczny typowy zestaw stanowiło 8 działek 37 mm i 8 działek 25 mm, w podwójnych odkrytych stanowiskach. Stanowiska działek 37 mm były rozmieszczone: po jednym na dziobie i rufie oraz na śródokręciu na każdej z burt (w układzie „diamentu”), a stanowiska działek 25 mm (kopia 2M-3) umieszczono po dwa po bokach nadbudówki dziobowej. Od radzieckiego pierwowzoru, będącego niszczycielem klasycznym (artyleryjskim), okręty chińskie odróżniało zastosowanie od początku wyrzutni przeciwokrętowych pocisków kierowanych w obrotowych zespołach na śródokręciu, w miejscu tradycyjnie zajmowanym przez wyrzutnie torpedowe. Stosowano dwa potrójne zespoły wyrzutni pocisków HY-1, będących chińską kopią dostarczonych im radzieckich pocisków P-15. Później stosowano ulepszone pociski HY-2. Do zwalczania okrętów podwodnych służyły dwunastolufowe wyrzutnie rakietowych bomb głębinowych i klasyczne bomby głębinowe. Okręty te następnie stopniowo modernizowano podczas remontów, przez co ich wyposażenie ulegało zmianom.

### Luda II

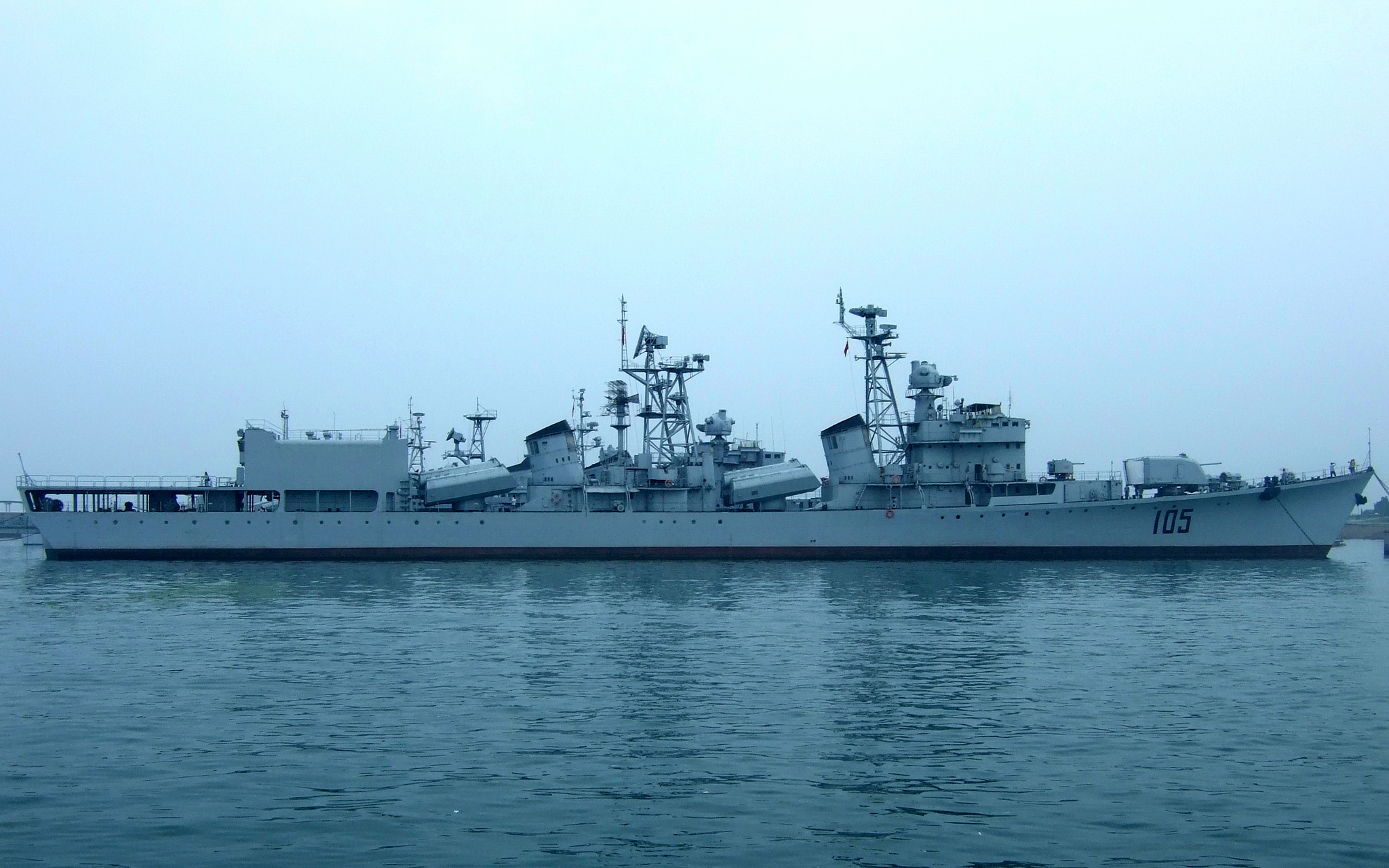
„Jinan” po przebudowie (Luda II)

Pierwszy zbudowany niszczyciel „Jinan” został w toku służby zmodernizowany poprzez zastąpienie rufowej wieży dział i nadbudówki przez lądowisko z dużym hangarem dla dwóch śmigłowców Z-9. Zmodernizowano też wyposażenie elektroniczne i według części źródeł, zastosowano sonar holowany. W większości publikacji jest on określany jako typ Luda II, chociaż nazwa ta bywa także stosowana dla innych modyfikacji. Według części informacji, chińskie oznaczenie typu to 051G.

### Luda III/IV
Ostatnimi zbudowanymi okrętami były dwie nieco różniące się jednostki typu 051G1 i 051G2 (od Gailiang – ulepszony), „Zhanjiang” i „Zhuhai”, łączące kadłuby typu 051 z nowym wyposażeniem, nabytym lub skonstruowanym dzięki otwarciu Chin na Zachód na przełomie lat 70/80. Nawiązano kontakty głównie z firmami francuskimi i włoskimi, dostarczającymi nowoczesne radary, stacje hydrolokacyjne, systemy zarządzania informacją bojową i uzbrojenie. Oprócz bezpośrednich zakupów urządzeń i systemów uzbrojenia, były one następnie kopiowane w Chinach i stanowiły podstawę do dalszych opracowań. Prawdopodobnie na jednym okręcie zamontowano sonary francuskie, a na drugim włoskie, co zwiększyło znacząco możliwości wykrywania przez nie okrętów podwodnych. 

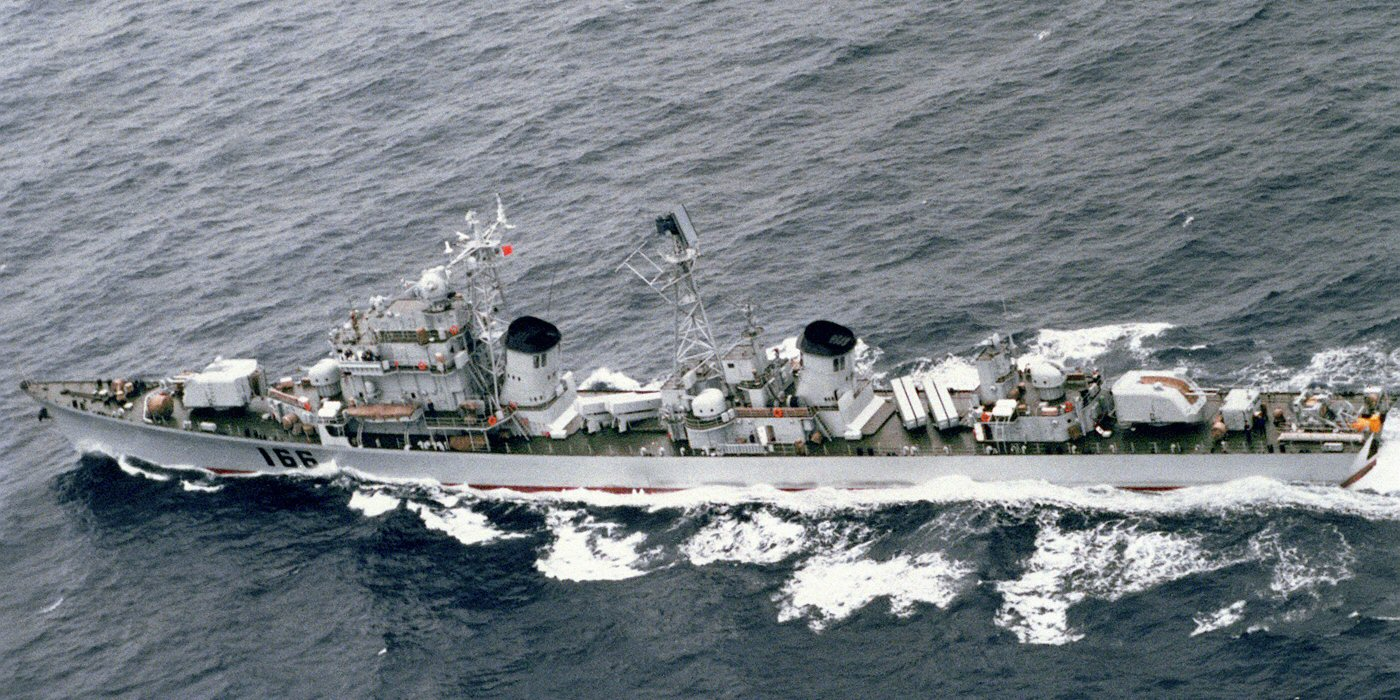
„Zhuhai” przed modernizacją

Początkowo zachowano artylerię główną z dział 130 mm, natomiast artylerię przeciwlotniczą zamieniono na cztery stanowiska podwójnych działek 37 mm w bezzałogowych wieżach przypominających włoskie systemy Dardo, współpracujące z radarami kierowania ogniem typ 347G. Przestarzałe rakiety przeciwokrętowe zamieniono na osiem stałych wyrzutni kontenerowych pocisków C-801 (wzorowanych na francuskich Exocet), umieszczonych pod kątem do osi podłużnej, na lewą i prawą burtę. Zamontowano też po bokach nadbudówki dziobowej wyrzutnie lekkich torped przeciw okrętom podwodnym kalibru 324 mm (skopiowanych z włoskich lub amerykańskich).
Okręty te poddano następnie dalszym modernizacjom, zastępując cztery armaty 130 mm przez tyle samo nowych armat kalibru 100 mm w nowych dwudziałowych wieżach. Same działa oparto na konstrukcji francuskiej. Pociski przeciwokrętowe C-801 zamieniono na nowsze C-803, a liczbę ich wyrzutni zwiększono do 16. Rufową wieżę działek 37 mm zamieniono natomiast na ośmioprowadnicową wyrzutnię rakiet przeciwlotniczych bliskiego zasięgu HQ-7, opracowanych na podstawie francuskich Crotale.
Dwa okręty wcześniejszych typów „Kaifeng” i „Dalian” zmodernizowano stopniowo do typu 051DT, montując wyrzutnie pocisków przeciwokrętowych C-803, nowe działka 37 mm, wyrzutnie rakiet przeciwlotniczych HQ-7, wyrzutnie torped zop 324 mm i nowsze wyposażenie elektroniczne.

## Okręty
| Nazwa (nr burtowy)        | Stocznia         | Wodowanie        | Wejście do służby | Uwagi                       |
| Typ 051 (Luda I)          | Typ 051 (Luda I) | Typ 051 (Luda I) | Typ 051 (Luda I)  | Typ 051 (Luda I)            |
| ------------------------- | ---------------- | ---------------- | ----------------- | --------------------------- |
| Jinan (105)               | Dalian           | 30. 08. 1970     | 31. 12. 1971      | Przebudowany na typ Luda II |
| Xi’an (106)               | Dalian           | ?. 09. 1970      | 26. 11. 1974      |                             |
| Yinchuan (107)            | Dalian           | ?. 05. 1972      | 28. 06. 1976      |                             |
| Nanjing (131)             | Szanghaj         | 11. 12. 1973     | 6. 01. 1977       |                             |
| Guangzhou (160)           | Guangzhou        | 28. 04. 1973     | 6. 01. 1977       |                             |
| Changsha (161)            | Guangzhou        | 28. 06. 1973     | 31. 12. 1975      |                             |
| Nanning (162)             | Guangzhou        | 27. 10. 1976     | 23. 03. 1979      |                             |
| Typ 051D (Luda I)         |                  |                  |                   |                             |
| Xining (108)              | Dalian           | 16. 10. 1978     | 29. 02. 1980      |                             |
| Kaifeng (109)             | Dalian           | 3. 11. 1979      | 25. 12. 1982      | Przebudowany na typ 051DT   |
| Chongqing (133)           | Dalian           | 31. 10. 1980     | 30. 12. 1983      |                             |
| Zunyi (134)               | Dalian           | 25. 11. 1983     | 28. 12. 1984      |                             |
| Nanchang (163)            | Guangzhou        | 22. 12. 1979     | 5. 11. 1982       |                             |
| Guilin (164)              | Guangzhou        | 20. 06. 1984     | 10. 07. 1987      |                             |
| Typ 051Z (Luda I)         |                  |                  |                   |                             |
| Dalian (110)              | Szanghaj         | 20. 08. 1981     | 26. 12. 1984      | Przebudowany na typ 051DT   |
| Hefei (132)               | Szanghaj         | ?. 11. 1978      | ?. 03. 1980       |                             |
| Typ 051G1/2 (Luda III/IV) |                  |                  |                   |                             |
| Zhanjiang (165)           | Dalian           | 1. 08. 1988      | 30. 12. 1989      |                             |
| Zhuhai (166/168)          | Dalian           | 18. 10. 1990     | 21. 11. 1991      |                             |